# Biguglia
Biguglia är en kommun i departementet Haute-Corse på ön Korsika i Frankrike. Kommunen ligger i kantonen Borgo som tillhör arrondissementet Bastia. År 2022 hade Biguglia 7 638 invånare.

## Befolkningsutveckling
Antalet invånare i kommunen Biguglia
Referens:INSEE